# Ygos-Saint-Saturnin
Ygos-Saint-Saturnin – miejscowość i gmina we Francji, w regionie Nowa Akwitania, w departamencie Landy.
Według danych na rok 1990 gminę zamieszkiwało 1207 osób, a gęstość zaludnienia wynosiła 21 osób/km² (wśród 2290 gmin Akwitanii Ygos-Saint-Saturnin plasuje się na 358. miejscu pod względem liczby ludności, natomiast pod względem powierzchni na miejscu 100.).